# Большие противолодочные корабли проекта 1134-А
Большие противолодочные корабли проекта 1134-А «Беркут-А» головной корабль — «Кронштадт», кодовое обозначение NATO — Kresta II class, флотское прозвище — «азы») — тип больших противолодочных кораблей, с 1969 года состоящий на вооружении Военно-Морского Флота СССР и с 1991 года — на вооружении Военно-Морского Флота Российской Федерации. В 1991—1993 годах все десять кораблей проекта, вошедших в состав ВМФ СССР в период с декабря 1969 по декабрь 1977 года, были исключены из состава ВМФ Российской Федерации и проданы для разборки на металл.

## Тактико-техническое задание
К середине 1960-х годов быстрое нарастание угрозы ракетно-ядерных ударов с морских направлений стало требовать скорейшего количественного и качественного увеличения мощи сил противолодочной обороны Военно-Морского Флота СССР для ликвидации этой угрозы. Флот стал ориентироваться на создание дальней зоны противолодочной обороны путём строительства противолодочных кораблей, способных находить и уничтожать в океане атомные подводные лодки с баллистическими ракетами вероятного противника — США.
10 августа 1964 года Совет Министров СССР принял постановление о строительстве противолодочных надводных кораблей с усиленным составом вооружения, а в январе 1965 года, ещё до закладки третьего корабля проекта 1134 «Беркут», совместным решением Госкомитета по судостроению и ВМФ было принято решение о строительстве кораблей по новому проекту. За его основу Северным проектно-конструкторским бюро был взят проект 1134 с модификацией в сторону увеличения его противолодочных и противовоздушных возможностей, чему способствовало принятие на вооружение УРПК-3 «Метель», ГАС МГ-332 «Титан-2», УЗРК М-11 «Шторм» и РЛС МР-600 «Восход». Постановлением ЦК КПСС и Совета Министров СССР принято решение о приостановке строительства кораблей проекта 1134 и строительстве кораблей нового проекта, получившего обозначение проект 1134-А шифр «Беркут-А», начиная с пятого корпуса.
Тактико-техническое задание определяло боевое предназначение кораблей проекта. Перед кораблями ставились следующие задачи:
1. Поиск, обнаружение, слежение и уничтожение атомных подводных лодок противника в удалённых района Мирового океана;
2. Придание боевой устойчивости тактическим группам флота;
3. Обеспечение противокорабельной, противолодочной и противовоздушной обороны кораблей и судов на переходе морем.

## История проектирования
Технический проект 1134-А разрабатывался в северном ПКБ в 1964—1965 годах. Главным конструктором был назначен В. Ф. Аникиев, заместителями главного конструктора: Ю. А. Бабич, М. С. Натус и В. Д. Рубцов. Главными наблюдающими от ВМФ по проекту 1134-А были капитан 2 ранга О. Т. Сафронов, затем — капитан 2 ранга М. А. Янчевский и с 1970 года — инженер-капитан 2 ранга М. А. Котлер.
Несмотря на то, что в номере проекта и его шифре явно просматривается связь с предшественником (проектом 1134 «Беркут»), по своему боевому предназначению это был уже совсем другой корабль, с существенными изменениями не только в составе вооружения, но и конструкции. Главные размерения корабля по проекту изменились незначительно. Прежней осталась ширина, длина несколько увеличилась, что было обусловлено ограниченными размерами построечных мест закрытого эллинга ленинградского завода им. А. А. Жданова. Конструкторы постарались в максимальной степени унифицировать комплектующее оборудование нового и старого проектов (уже освоенное промышленностью).
Чертежи разрабатывались с указанием детальных установочных размеров, что исключало переделки и подгонки на корабле при монтаже оборудования и корабельных систем, при этом учитывалось внедрение прогрессивных технологий сборки корпуса. Конструкторы Северного ПКБ разработали комплекс мероприятий по снижению уровня физических полей корабля, помех гидроакустическим станциям, воздушного шума. Непосредственно в процессе постройки кораблей были внесены изменения в проект по усилению зенитных огневых средств посредством дополнительной установки 30-мм многоствольных артиллерийских установок АК-630. Размещение личного состава стало более стеснённым.

## История строительства

### Строительство
Строительство больших противолодочных кораблей проекта 1134-А было развёрнуто в закрытом эллинге Ленинградского судостроительного завода им. А. А. Жданова. Главным строителем головного корабля был назначен Д. Б. Афанасьев, а ответственным сдатчиком — Ю. А. Большаков. Главными строителями других кораблей были Г. И. Цветков и Г. В. Филатов, а ответственными сдатчиками — Г. Г. Нарсесов, М. И. Шрамко, А. К. Бондаренко, К. П. Юсупов, В. М. Архаров и В. С. Воробьёв. Начальником группы технического сопровождения Северного проектно-конструкторского бюро был В. П. Мишин.
Постройка кораблей производилась поточно-производственным способом на четырёх позициях эллинга, где происходило формирование блоков корпуса из секций. Массогабаритные характеристики секций были ограничены грузоподъёмностью транспортных средств и стапельных кранов, а также размерами проёмов цехов и коридоров. Перестановка блоков корпуса осуществлялась при помощи трансбордера, предназначенного для бокового спуска кораблей. Соединение всех блоков осуществлялось единым кольцевым швом автоматической сварки. В процессе строительства серии проходила реконструкция завода и его оборудования.
Всего за одиннадцать лет (с 1966 по 1977 годы) было построено 10 кораблей, хотя различными вариантами кораблестроительных программ предполагалось построить для флота 32 корабля проектов 1134 и 1134-А.
| «Кронштадт» С-721           | 30 ноября 1966  | 10 февраля 1968  | 29 декабря 1969  | 24 июня 1991   |
| «Адмирал Исаков» С-722      | 15 января 1968  | 22 ноября 1968   | 28 декабря 1970  | 30 июня 1993   |
| «Адмирал Нахимов» С-723     | 15 января 1968  | 15 апреля 1969   | 29 ноября 1971   | 31 января 1991 |
| «Адмирал Макаров» С-724     | 23 февраля 1969 | 22 ноября 1970   | 25 октября 1972  | 3 июля 1992    |
| «Маршал Ворошилов» С-725    | 20 марта 1970   | 8 октября 1970   | 15 сентября 1973 | 3 июля 1992    |
| «Адмирал Октябрьский» С-726 | 2 июня 1969     | 21 мая 1971      | 28 декабря 1973  | 30 июня 1993   |
| «Адмирал Исаченков» С-727   | 30 октября 1970 | 28 марта 1972    | 5 ноября 1974    | 3 июля 1992    |
| «Маршал Тимошенко» С-728    | 2 ноября 1972   | 21 октября 1973  | 25 ноября 1975   | 3 июля 1992    |
| «Василий Чапаев» С-729      | 22 ноября 1973  | 28 ноября 1974   | 30 ноября 1976   | 30 июня 1993   |
| «Адмирал Юмашев» С-730      | 17 апреля 1975  | 30 сентября 1977 | 30 декабря 1977  | 3 июля 1992    |

### Испытания
Испытания кораблей серии проходили в напряжённой обстановке, типичной для времени холодной войны. Программа государственных испытаний включала: шесть — восемь стрельб зенитно-ракетным комплексом, до 10 артиллерийских стрельб комплексом АК-725, пять — шесть стрельб противолодочным оружием. Проверка гидроакустических станций проводилась по дальности определения места подводной лодки проекта 613 (глубина 30 м, скорость 6 узлов). Дальности обнаружения воздушных и надводных целей всеми имеемыми на вооружении РЛС проверялись по самолёту Ил-28 при высоте полёта 11 000 м и сторожевым кораблям проекта 1135. Государственные испытания обычно не превышали трёхмесячный срок, но за этот период корабли проходили не менее 6000 морских миль. Водоизмещение и остойчивость кораблей проекта определялись по результатам кренгования головного корабля. Результаты испытаний показали вполне удовлетворительную мореходность кораблей проекта 1134-А.

## Конструкция

### Корпус, надстройки и общее расположение

#### Общее расположение
Архитектурный тип корабля был практически аналогичен проекту 1134 — длиннопалубный, полубачный, с умеренно развитыми надстройками. Отличительной особенностью корпуса корабля стало появление большого носового «бульбовидного» обтекателя для размещения в нём антенного устройства ГАС, это повлекло за собой необходимость вынести якоря как можно дальше в нос корабля и придало кораблю стремительный внешний вид. С целью обеспечения благоприятных углов обзора и обстрела оружия и вооружения, дымо-выпускные устройства двух машинно-котельных отделений конструкторы свели в одну башенноподобную мачту-трубу, на которой размещались все основные антенные посты радиоэлектронного вооружения. Взлётно-посадочная площадка вертолёта была поднята до уровня палубы полубака для уменьшения воздействия на вертолёт водяной пыли и брызг при взлёте и посадке.

#### Кораблестроительные элементы
Основные кораблестроительные элементы:
- Стандартное водоизмещение — 5640—5735 т;
- Нормальное водоизмещение — 6610—6705 т;
- Полное водоизмещение — 7575—7670 т;
- Длина наибольшая / по конструктивной ватерлинии, м — 158,8—158,9 / 152,0 м;
- Ширина наибольшая / по конструктивной ватерлинии, м — 16,8 — 16,81 / 16,2 м;
- Осадка носом / кормой, м — 6,06 / 5,7—5,88;
- Выступающие за киль части, м
  - обтекатель ГАС МГ-332 «Титан-2» — 1,8 — 1,96;
  - винты — 1,45—1,05;
  - руль — 0,36;
  - трубка лага в выдвинутом положении — 1,22;
- Общая высота рангоута от основной плоскости, м — 40;
- Коэффициент общей полноты — 0,5.

#### Корпус
Корпус корабля был выполнен полностью сварным из стали марки СХЛ-4 и был набран из 300 шпангоутов с длиной шпации 500 мм. Корпус имел пять «плавающих» (гибких швов) и разделялся 15 главными водонепроницаемыми переборками на 16 отсеков. На корабле имелись три палубы (палуба полубака, верхняя и нижняя палубы) и три платформы (I, II и III, нумерация снизу верх).
В нижней части носовой оконечности, между 6 и 36 шпангоутами располагался обтекатель ГАС МГ-332 «Титан-2» (между 6 и 17 шпангоутами — его звукопрозрачная часть). Между 86 и 88 шпангоутами находился обтекатель ГАС звукоподводной связи и опознавания МГ-26. С 257 шпангоута шёл дейдвудный вырез в кормовой части корпуса.
На I-й платформе размещались: гидроакустический пост; отделение водоотливных насосов; гиропост и шахта лага; носовое машинно-котельное отделение (МКО), занимавшее объём между 112 и 138 шпангоутами и верхней палубой; отделение вспомогательного котла и успокоителей качки — между 138 и 155 шпангоутами, между 155 и 167 шпангоутами — средняя электростанция, между 167 и 193 шпангоутами и верхней палубой — кормовое МКО, между 193 и 212 шпангоутами — кормовая электростанция, КХП, коридоры гребных валов № 1 и № 2, носовая и кормовая холодильные машины, отделения НЭПЖН и КЭПЖН. Румпельное отделение находилось в 16 отсеке между 282 и 293 шпангоутами. На III-й платформе располагались: кладовая строительных материалов, гидроакустические посты, носовой центральный пост системы управления (СУ) «Гром», погреб № 1 РГБ-60 (между 25 и 41 шпангоутами), агрегатные различного назначения, носовой пост стабилизации «Надир-1134А», посты постановки пассивных помех «Терция» и «Салют-А».
На нижней палубе размещались: кладовые различного назначения (малярная, тентов и брезентов, сухой провизии); далее — погреб № 2 ЗУР В-611 (между 50—68 шпангоутами); посты МВУ-202 «Корень», МРО-310А, МВУ-203 («Аллея»), АПА «Тюльпан», рубка гидроакустики и другие (до носового МКО); пост МРП 15-16, пост дистанционного управления кормовым машинным отделением — (188—193 шп.); носовая электростанция, посты стабилизации «Надир-1134А» и кормовой СУ «Гром», погреб № 6 ЗУР В-611 (204—232 шп.); погреба авиационного боезапаса и глубинных бомб РГБ-10 (погреб № 8, 248—254 шпангоуты); кубрик № 7 на 36 человек, керосинохранилище и кубрик № 9 на 23 человека.
На верхней палубе размещались: станция МИ-110Р (перед якорными клюзами), такелажная кладовая, шпилевая (6—17 шп.) и кладовая тентов и брезентов; кубрик № 7 на 20 человек, кубрик № 3 на 38 человек; командный пост связи; совмещённый флагманский командный пункт, главный командный пункт и боевой информационный пост (88—104 шп.) и штурманская рубка; носовая шахта машинно-котельного отделения (112—138 шп.); столовая личного состава (138—155 шп.); посты РЭБ; кормовая шахта МКО (167—193 шп.); кубрик № 4 главных старшин на 12 человек; вертолётный ангар (между 232 и 260 шпангоутами), вертолётные кладовая и мастерская; вентиляторные и тамбуры.
На палубе полубака в районе 24-го шпангоута размещались две установки РБУ-6000 «Смерч-2». Вертолётная взлетно-посадочная площадка размещалась между 260 и 299 шпангоутами. Стартовый командный пункт вертолёта примыкал к ангару по левому борту (248—257 шпангоуты). По боковым сторонам вертолётного ангара устанавливались РБУ-1000 «Смерч-3». Леерное ограждение палубы выполнялось из сварных труб и цепей, на взлётно-посадочной площадке оно было выполнено заваливающимся. Торпедные аппараты ПТА-53-1134 были установлены на 180 шпангоуте побортно.
| Нагрузка масс, % (водоизмещение стандартное — 5660 т) | Нагрузка масс, % (водоизмещение стандартное — 5660 т) | Нагрузка масс, % (водоизмещение стандартное — 5660 т) | Нагрузка масс, % (водоизмещение стандартное — 5660 т) | Нагрузка масс, % (водоизмещение стандартное — 5660 т) | Нагрузка масс, % (водоизмещение стандартное — 5660 т) | Нагрузка масс, % (водоизмещение стандартное — 5660 т) | Нагрузка масс, % (водоизмещение стандартное — 5660 т) |
| Корпус                                                | Полезная нагрузка                                     | Механическая установка                                | Электрооборудование                                   | Системы                                               | Жидкие грузы                                          | Снабжение и команда                                   | Топливо, вода, масло (от нормального водоизмещения)   |
| ----------------------------------------------------- | ----------------------------------------------------- | ----------------------------------------------------- | ----------------------------------------------------- | ----------------------------------------------------- | ----------------------------------------------------- | ----------------------------------------------------- | ----------------------------------------------------- |
| 52,0                                                  | 14,9                                                  | 15,4                                                  | 8,0                                                   | 5,0                                                   | 2,3                                                   | 2,4                                                   | 37,1                                                  |

#### Надстройка
Надстройка находилась между 40 и 260 шпангоутами и была изготовлена из алюминиево-магниевых сплавов, соединение с корпусом — клёпанное. Между корпусом и надстройкой находилась так называемая «юбка».
В надстройке на палубе полубака находились: тамбуры, вентиляторные, каюты офицеров, секретная канцелярия и архив, пищевой блок, приёмный радиоцентр, пост МР-103 «Барс». На палубе надстроек располагались: по 60 шпангоуту — носовая пусковая установка Б-187А, по 74 шпангоуту — две пусковые установки ЗИФ-121; вентиляторные, пост носовой системы управления (СУ) «Гром», посты РТС и СУ «Вымпел-А», по бокам от них — площадки зенитных автоматов АК-630 правого и левого бортов; между 100 и 115 шпангоутами слева и справа от ходовой рубки, под крыльями мостика — две четырёхконтейнерные ПУ УПРК-3 «Метель». Далее под первым ярусом надстройки размещались кают-компания офицеров, коридор и вентиляторная; побортно от кормового антенного поста СУ «Гром» (на 192—201 шп.) — две артиллерийские установки АК-725, рядом находились кормовой пост телевизионного отображения ближней надводной обстановки МТ-45Н и антенна второй навигационной РЛС «Волга». Над кают-компанией были оборудованы каюты командира, флагмана и флагманских специалистов соединения, пост МР-103 «Барс».
На втором ярусе надстроек находились посты и высокочастотные блоки РЛС «Восход» и МР-310-А «Ангара-А», на третьем ярусе — посты МВУ-200 и «Гурзуф». На топе фок-мачты размещалась антенна РЛС МР-600 «Восход», на дымовой трубе — антенный пост РЛС МР-310А «Ангара-А». Над пусковыми установками УРПК-3 «Метель» находилась ходовая рубка, а перед ней — МТ-45Н и пеленгаторная рамка АРП-50. Над ходовой рубкой были смонтированы перископический визир ВБП-453, антенна первой навигационной РЛС «Волга», навигационный перископический визир ВБП-451, антенный пост СУ «Гром-М» и побортно за ним антенные посты СУ МР-123 «Вымпел-А».

### Энергетическая установка

#### Главная энергетическая установка
Главная энергетическая установка (ГЭУ) на кораблях проекта — котлотурбинная (паротурбинная). ГЭУ практически ничем не отличалась от котлотурбинной установки кораблей проекта 1134 и была скомпонована в два машинно-котельных отделения (МКО) — носовое и кормовое. Носовое МКО размещалось между 112 и 138 шпангоутами, включало два паровых котла и один главный турбозубчатый агрегат ТВ-12-1, обеспечивало вращение правого винта. Кормовое МКО находилось между 167 и 193 шпангоутами, имело такой же состав и обеспечивало вращение левого винта. Четыре главных паровых котла марки КВН 98/64-2 с турбокомпрессорным наддувом имели паропроизводительность 98 т/ч (при давлении 66 кг/см² и температуре пара 470±10 °C). Общая мощность главной энергетической установки на полном переднем ходу составляла 90 000 л. с. Мощность на полном заднем ходу — 18 000 л. с. Срок службы установки составлял 20 лет (50 000 часов работы).
Главная энергетическая установка обеспечивала следующие ходовые элементы:
- На наибольшей скорости хода 31,8—32,1 узла дальность плавания кораблей составляла 1893—2016 морских миль, расход топлива на милю — 0,947—0,97 т мазута, 51,6 т котельной воды;
- На полной боевой скорости хода 29,8—30 узлов дальность плавания составляла 2700 морских миль, расход топлива на милю — 0,67 т мазута, 39,6 т котельной воды;
- На оперативно-боевой (боевой экономической) скорости хода 17,6—18 узлов дальность плавания составляла 5200 морских миль, расход топлива на милю — 0,316—0,32 т мазута, 16,8 т котельной воды;
- На экономической скорости хода 13,8—14 узлов дальность плавания составляла 6100 морских миль, расход топлива на милю — 0,295—0,3 т мазута, 15,6 т котельной воды;
- На малой скорости хода 9—9,5 узлов дальность плавания составляла 5000—5250 морских миль, расход топлива на милю — 0,34 — 0,342 т мазута, 14,4 т котельной воды;
- Скорость полного заднего хода — 16,5 узлов.

#### Движительно-рулевой комплекс
На кораблях установлен один полубалансирный руль, рулевая машина и аппаратура авторулевого. Имелись два бортовых руля с закрылками и аппаратурой управления бортовыми рулями. Движительный комплекс состоял из двух гребных четырёхлопастных бронзовых винтов без ограничений по ресурсу.

#### Электроэнергетическая установка
Электроэнергетическая установка состояла из двух агрегатов марки ТД-1000, имевших приводные двигатели ТД-1000 (с ресурсом работы 25 000 ч), генераторы марки МСК 1250—1500 мощностью 1000 кВт, один агрегат ТД-750 с приводным двигателем ТД-750 (ресурс работы 25 000 ч) и генератором МСК-940-1500 мощностью 750 кВт, четырёх агрегатов АСДГ-500/1 с приводным двигателем М-845 (моторесурс — 6000 ч) и генераторами МСК625-1500 мощностью 500 кВт. В корабельной сети применялся трёхфазный переменный ток напряжением 380 В и частотой 50 Гц.

### Якорное устройство
Якорное устройство состояло из двух четырёхтонных становых якорей Холла, двух якорных цепей калибром 46 мм общей длиной по 300 м (12 смычек по 25 м) и весом 14,25 т, а также трёх электрических якорно-швартовных шпилей ШЭ-29. Максимальная глубина постановки на якорь — 100 м.

### Вспомогательные системы и оборудование
В целях обеспечения корабля паром на стояночных режимах и приготовления ГЭУ к походу в отделении вспомогательного котла и успокоителей качки (ПВК) на первой платформе между 138 и 155 шпангоутами размещался один вспомогательный котёл типа КВВА-12/28А с паропроизводительностью 12 т/ч (при давлении 28 кг/см² и температуре пара 340±10 °C). В зависимости от степени готовности корабля к бою и походу расход топлива составлял от 13,2 до 24 т/сутки, котельной воды — 8—12 т/сутки. Также на кораблях проекта 1134-А имелись: два компрессора типа 18 ДКС 9/400 производительностью 9 л/мин при давлении 400 кг/см²; два испарителя-опреснителя марки ИВС-16/2,5 с производительностью до 60 т воды в сутки и один — марки ИВС-1 с производительностью 3 т в сутки; пять холодильных машин типа 10-ЭМ. Двухканальная система кондиционирования воздуха летом функционировала от холодильных машин, а зимой — от отопительной системы жилых и служебных помещений. Рефрижераторная установка типа МАК-4 имела объём камеры 41,4 м³ (температура в камере — 7 °C.

### Корабельные технические средства

#### Средства связи
Комплекс радиосвязи кораблей проекта 1134-А состоял из двух радиопередатчиков Р-652, трёх Р-654-Н и одного Р-653; 11 радиоприёмников Р-678Н, двух Р-677 и одного Р-675К; двух приёмо-передатчиков радиостанций КВ и УКВ Р-613, пяти Р-619-1, двух Р-615 и одного Р-770, Р-401КБ; аппаратуры автоматического засекречивания, сверхбыстродействия и оконечной аппаратуры автоматической связи. На некоторых кораблях, прошедших средние ремонты с модернизацией, устанавливался комплекс космической связи Р-790 «Цунами-БМ».
На кораблях проекта устанавливались светосигнальные приборы и прожекторы: два МСНП-250М, два МСНП-125, два МСЛ-Л45/2. Также корабли оборудовались командирскими и навигационными бинокулярными перископическими визирами: двумя ВПБ-454 и двумя ВПБ-451М.

#### Химическое вооружение
Средства химического вооружения принципиально не отличались от средств химического вооружения БПК проекта 1134. В контрольно-химическом посту дополнительно устанавливался корабельный радиометр воды и пищи КРВП-ЗАБ. На кораблях монтировалась универсальная система водяной защиты — УСВЗ, использовавшаяся в зависимости от загрязнения наружных корабельных поверхностей в трёх режимах — предотвращения (с подачей раствора СФ-3 из дозаторов), защиты от радиоактивного загрязнения наземного ядерного взрыва (с подачей раствора СФ-3 при превышении уровня радиации выше допустимых норм) и смыва. На многих кораблях серии прорабатывалась возможность использования УСВЗ при возникновении пожаров на верхней палубе. Конструктивно схема водяной системы состояла из 12 участков. Управление происходило автоматически, из контрольно-химического поста или местных постов управления каждого участка. При срабатывании систем орошения в погребах № 1, 2, 6, 8, вертолётном ангаре с погребом № 7 через систему «Карат» происходило автоматическое отключение электромагнитных клапанов соответствующих участков. Включение УСВЗ в штатном порядке допускалось на скоростях корабля не более 28 узлов, на полном ходу использование системы допускалось только в исключительных случаях по решению командира на время не более 20 минут из-за возможности засоления компрессоров ТНА ГЭУ. Приготовление растворов осуществлялось в румпельном отделении корабля при помощи станции приготовления растворов УСВЗ. Запас сухого СФ-3 обеспечивал семикратную заправку всех дозаторов системы. Система собиралась из медных труб марки МЗС, покрытых битумным лаком марки АЛ-17 для защиты от коррозии.
В конце 1970-х годов, для определения газового состава воздуха в случае оказания помощи аварийной подводной лодке, табелем по штату стали предусматриваться приборы газового анализа ПГА-ВПМ, ПГА-ДУМ, ПГА-КМ. Последние могли применяться также для контроля концентрации кислорода в воздухе в случае нахождения в торпедных аппаратах торпед 53-65К.

#### Водоотливные и противопожарные средства
На кораблях проекта 1134-А имелось 12 стационарных насосов НЦВ-315/10 с производительностью 315 т/ч, один стационарный насос ЭСН-16/11 с производительностью 40 т/ч, штатно установленный в румпельном отделении, шесть стационарных эжекторов осушения ВЭЖ-21 (30 т/ч) и 13 ВЭЖ-10 (10 т/ч). Корабли также оснащались шестью переносными насосами ЭСН-16/11 (40 т/ч) и четырьмя переносными эжекторами осушения ВЭЖ-21 (30 т/ч). Системой затопления погребов корабли не оборудовались. Погреба № 1—8, вертолётный ангар, барбеты установок АК-630, подбашенные отделения установок АК-725, керосинохранилище были оборудованы системами орошения. Пусковые установки КТ-100 УРПК-3 «Метель» и шкафы бомб ОМАБ оборудовались системами наружного и внешнего орошения.
В целях борьбы с пожарами на кораблях проекта предусматривались противопожарная водяная система, система нижнего и верхнего водораспыления, ингибиторная система, система СЖБ и система пенотушения. Противопожарная водяная система была основным средством борьбы с пожарами. В ней использовались три пожарных насоса НЦВ-160/80 (производительностью 160 м³/ч и с давлением 8 кг/см²), один типа 100/80 и три типа ТПЖН-150/10 (производительностью 150 м³/ч и с давлением 8 кг/см²). Суммарная производительность водяной системы составляла 1090 м³/ч. Пожарная система была выполнена по кольцевой схеме с шестью перемычками (по боевому использованию — пять автономных участков). На верхней палубе имелось 20 пожарных рожков и 48 во внутренних помещениях корабля. Система нижнего и верхнего водораспыления применялась для тушения пожаров в машинно-котельных отделениях № 1, № 2 и отделении успокоителей качки (ПВК) от перемычки противопожарной водяной системы. Три станции СЖБ применялись для тушения пожаров в машинно-котельных отделениях, ПВК, носовой, средней и кормовой электростанциях; для увеличения живучести они были соединены перемычками.
Ингибиторная система должна была предупреждать взрыв смеси продуктов сгорания топлива со свежим воздухом, поступающим в аварийное помещение через выхлопные крышки. По причине использования в качестве ингибитора четырёхлористого углерода в процессе эксплуатации и ремонтов кораблей ингибиторная система демонтировалась. Система пенотушения предназначалась для тушения возгорания жидкого топлива и электрооборудования, находящегося под напряжением (кроме керосинохранилища), станции системы размещались в машинно-котельных отделениях, носовой и кормовой электростанциях, коридоре главстаршин № 2 (для тушения пожаров в вертолётном ангаре). В керосинохранилище устанавливалась станция объёмного тушения СОТ-30. На кораблях также имелись: три пеногенератора типа ТВПП-20, пять — типа ВПУ-100 и двенадцать — типа СВПЭ-2,5. Табелем к штату предусматривалось иметь на кораблях проекта 96 (до 104 — на некоторых кораблях) огнетушителей типа ОПМ, 52 — 54 огнетушителя типа ОУ-5 и два — типа ВОМ-250-59, одну мотопомпу типа НПБ-40/2 производительностью 40 т воды в час.
С целью предупреждения возгорания боезапаса, ликвидации локальных очагов пожара и предотвращения вторичных взрывов продуктов сгорания, защиты погребов от разряжения большие противолодочные корабли проекта 1134-А оборудовались системами «Карат» («Карат-М»).

#### Катера, шлюпки, спасательные средства
Табелем к штату на кораблях предусматривалось иметь: один командирский катер проекта 1390 (на шесть человек), рабочий катер проекта 338 ПК (на 20 человек), стеклопластиковую шлюпку Ял-6 (на восемь человек), двадцать пять спасательных плотов ПСН-10М (вместимостью по десять человек), от 250 до 300 спасательных жилетов НСС, 30 спасательных кругов.

### Корабельные запасы
Корабельные запасы (без мёртвого запаса) составляли: 1830—1952 т флотского мазута Ф-5, 49—55 т дизельного топлива ДС, 13 000 л авиационного керосина марок Т1, Т-7, 46 т турбинного масла марки Тп-46, 2,8—3,0 т масла марки МС-20П, 66 т котельной воды, 47 т питьевой, 45 т мытьевой и 40 т провизии. При проведении модернизационных работ на некоторых кораблях, где устанавливались системы «Шлюз» и «Цунами-БМ», для обеспечения остойчивости в нефтяные цистерны загружался дополнительный балласт (около 60 т), в связи с чем запасы флотского мазута на этих кораблях незначительно уменьшались (примерно на 30 т).
Корабли были оборудованы четырьмя топливоприёмниками диаметром 150—180 мм (на последних кораблях серии — 200 мм), двумя приёмниками котельной воды диаметром 50—100 мм и одним приёмником питьевой воды (РС-51) диаметром 50 мм. Приём и передача топлива в море на ходу осуществлялись при помощи четырёх подвесных дорог: № 1 — для приёма сухих грузов и людей (30 т/ч), № 2, 3, 4 — для приёма жидких грузов (100 т/ч). В 1973 году на БПК «Адмирал Макаров» для этих же целей была установлена система приёма грузов «Струна». Другие корабли серии этой системой не оборудовались. На «Беркутах-А» также устанавливалась трёхтонная грузовая стрела с электролебёдкой ЛЭС-10-2, а также имелась переносная грузовая балка с ручной лебёдкой на 250 кг.
Автономность по топливу и пресной воде составляла 18 суток, по запасам провизии — 45 суток.

### Экипаж и условия обитаемости
Экипаж кораблей состоял из 385 человек (по проекту 343) — 42 офицеров (по проекту — 33), 61—62 мичманов, 57—58 старшин и 224 человек рядового состава. По другим данным: 46 офицеров, 56 мичманов, 277 матросов. Спальные места были предусмотрены в следующем количестве: офицерских — 46—54, мичманских — 39—54, срочной службы — 286—291.

### Мореходность и маневренные характеристики
Большие противолодочные корабли проекта 1134-А обладали неограниченной мореходностью. Использование оружия было возможно при волнении моря до четырёх баллов без успокоителей качки и до пяти баллов — с включенными успокоителями качки. В качестве пассивных успокоителей качки использовались скуловые кили. Непотопляемость корабля гарантированно обеспечивалась при затоплении трёх любых смежных отсеков.
| Запас плавучести, т                                                   | 11 015—11 710 | 10 645—10 740 | 9630—9750 |
| Начальная поперечная метацентрическая высота, м (проектные значения)  | 1,07          | 1,55          | 1,83      |
| Продольная поперечная метацентрическая высота, м (проектные значения) | 403           | 358           | 325       |

Корабль сохранял устойчивость на курсе в пределах 0,6° — 0,9°, при скорости ветра 9 м/с и волнении моря до трёх баллов на скорости 24 узла (15 перекладок руля). При нормальном водоизмещении и волнении до трёх баллов допускалась буксировка корабля с максимальной скоростью 6 узлов при застопоренных винтах или со скоростью до 10 узлов при свободно вращающихся винтах.
Время до полной остановки корабля с момента подачи команды «стоп» на полном переднем ходу составляет 545—549 с, а проходимое за это время расстояние — 2540—2940 м. Время до полной остановки с момента подачи команды «стоп» на полном заднем ходу составляет 274—277 с, проходимое за это время расстояние — 1155—1180 м. Время выполнения кораблём команды «полный задний ход» на полном переднем ходу составляет 95—115 с, а проходимое за это время расстояние — 560—750 м. Время выполнения кораблём команды «полный передний ход» на полном заднем ходу составляет 32—55 с, проходимое за это время расстояние — 160 м. Диаметр циркуляции вправо на полном переднем ходу (32 узла) при угле перекладки руля 35° составляет 860 м (5,8 длин корабля), диаметр циркуляции влево при тех же условиях составляет 816 м (5,5 длин корабля), при этом максимальный угол крена составляет 9°. Диаметр циркуляции при угле перекладки руля 15° составляет 5,8—7,7 кабельтовых, при угле перекладки руля «на борт» — 4—6 кабельтовых.

## Вооружение

### Зенитно-ракетное вооружение
Для стрельбы по воздушным и морским целям корабль проекта 1134-А был вооружён универсальным зенитно-ракетным комплексом М-11 «Шторм» (впоследствии «Шторм-М» и «Шторм-Н»). Пусковые установки ЗРК — Б-187 барабанного типа (четыре барабана по шесть ракет в каждой) — располагались в диаметральной плоскости корабля: одна в носовой и одна в кормовой частях на палубе надстройки. Каждая из пусковых установок представляла собой спаренную стабилизированную установку тумбового типа с нижней подвеской ЗУР на направляющих балках. В одном залпе ЗРК — две ракеты (в обеих пусковых установках — четыре). Интервал стрельбы — 50 с. Боезапас состоял из 48 зенитных управляемых ракет (ЗУР) В-611 в двух погребах. Частью комплекса являлась универсальная система приборов управления стрельбой 4Р-60М «Гром-М» (два комплекта) с аппаратурой регламентного контроля «Грачка» (два комплекта). Носовой «Гром-М» обеспечивал управление стрельбой УРПК-3 «Метель», а после модернизации — УРК-5 «Раструб». Зона поражения ЗРК: по дальности — 6—33,5 км, по высоте — 0,1—25 км. Последующие модернизации комплекса («Шторм-М», 1972; «Шторм-Н», 1980) позволили понизить нижнюю границу зоны поражения и обеспечили возможность стрельбы вдогон и по маневрирующим целям, а «Шторм-Н» обеспечили и возможность стрельбы по низколетящим противокорабельным ракетам.

### Противолодочное вооружение

#### Управляемый ракетный противолодочный комплекс
Главным противолодочным оружием большого противолодочного корабля проекта 1134-А стал противолодочный ракетный комплекс второго поколения УРПК-3 «Метель» (принят на вооружение в 1973 году). В состав комплекса входили две четырёхтрубные ненаводящиеся неподвижные палубные пусковые установки КТ-М-1134А, или КТ-100 контейнерного типа. Боекомплект — восемь управляемых противолодочных ракето-торпед 85Р калибра 533 мм с дальностью полёта ракеты от 6 до 55 км и дальностью хода самонаводящейся торпеды АТ-2У 8 км. Скорость полёта ракеты — 0,95 Маха, скорость хода торпеды в режиме поиска/сближения с целью — 25/40 узлов соответственно. Ракето-торпеды могли оснащаться зарядом из обычного взрывчатого вещества или ядерной боеголовкой. Система приборов управления полётом ракеты УРПК-3 была унифицирована с системой управления стрельбой зенитных ракет «Гром-М» носового УЗРК М-11 «Шторм», с аппаратурой предстартовой автоматики «Тюльпан». Интервал стрельбы — 6 минут. В залпе — две ракеты. Повторное заряжание могло производиться только в базе при помощи плавучего крана. Ракетный противолодочный комплекс мог применяться при любой скорости хода, при бортовой качке не более 15° и при килевой качке не более 5°, волнении моря 5 баллов и скорости ветра не более 20 м/с.
В 1980-е годы при выполнении модернизации четыре корабля проекта получили новый, более совершенный, универсальный ракетный комплекс УРК-5 «Раструб».

#### Комплекс реактивно-бомбового оружия
Комплекс реактивно-бомбового оружия, установленный на корабле, предназначался для уничтожения подводных лодок и атакующих торпед противника. В него входили две носовые двенадцатиствольные пусковые установки РБУ-6000 «Смерч-2» и две кормовые шестиствольные пусковые установки РБУ-1000 «Смерч-3». Боезапас для РБУ-6000 насчитывал 144 212-мм 119,5-кг реактивные бомбы РГБ-60, хранящихся в погребах на стеллажах в вертикальном положении. Боезапас для РБУ-1000 — 60 300-мм 196-кг реактивных бомб РГБ-10. Применение РБУ было возможно при волнении моря до 8 баллов. Целеуказание РБУ выдавалось корабельными гидроакустическими станциями с передачей в систему ПУСБ «Буря» для наведения установок.

#### Торпедное вооружение
Торпедное вооружение корабля предназначалось для поражения подводных лодок противника в ближней зоне обороны (6—8 км) и было представлено двумя пятитрубными торпедными аппаратами ПТА-53-1134Б, установленными побортно на палубе полубака, с суммарным боезапасом десять торпед 53-65К и СЭТ-65 (залп мог производиться в 2-4-5 торпед). Стандартной комплектацией была следующая: шесть (четыре) торпед 53-65 и четыре (шесть) торпеды СЭТ-65. Углы обстрела от траверза — 60° в нос и 50° в корму. Перезарядка торпедных аппаратов в море не предусматривалась, и запасные торпеды на борт не принимались. Система управления торпедной стрельбой — «Тифон-1134Б». Применение торпедного вооружения было возможно при волнении моря не более 5 баллов и скорости хода цели не более 60 узлов.

### Артиллерийское вооружение
Главный калибр на кораблях проекта был представлен двумя 57-мм двухорудийными автоматическими АУ АК-725 башенного типа и двумя системами приборов управления стрельбой МР-103 «Барс». Артиллерия главного калибра на кораблях предназначалась для ведения артиллерийского огня по воздушным целям, поражения малоразмерных морских целей, уничтожения плавающих мин, живой силы и огневых объектов на берегу. Боезапас АУ — 4400 выстрелов.
Комплекс малокалиберной зенитной артиллерии включал две батареи 30-мм шестиствольных автоматизированных артиллерийских установок АК-630 в составе четырёх автоматов. Боезапас одного шестиствольного автомата — 2000 выстрелов. Система управления стрельбой — РЛС МР-123 «Вымпел-А» (на заказах С-721 — С724 не устанавливалась). Максимальная дальность стрельбы — 8100 м, досягаемость по высоте — 5000 м.

### Авиационное вооружение
В палубном кормовом (полуутопленного типа) ангаре размерами 12,5×4,8×5,5 м обеспечивалось постоянное базирование одного вертолёта Ка-25ПЛ (в 1980-е годы на кораблях нештатно базировались и вертолёты Ка-25Ц). В ангаре имелось устройство для подъёма-опускания вертолёта — подъёмник (лифт) ПВН-9000/2. Взлётно-посадочная площадка (ВПП) размерами 10×8 м освещалась светотехническим оборудованием. Имелся стартовый командный пункт вертолёта с планшетом воздушной и надводной обстановки. ВПП была оборудована системами ближней навигации и посадки вертолёта, радиоприводом Р-653. Корабли проекта 1134-Б были укомплектованы также системами технического обслуживания вертолёта.
Боекомплект авиационного вооружения включал: пять авиационных торпед, четыре бомбы ПЛАБ-250-120, восемь бомб ПЛАБ-50, два специзделия РЮ-2 (ядерные глубинные бомбы), 54 РГБ-НМ «Чинара» (или «Жетон»), 15 «Поплавок-1А», по десять штук ориентирных авиационных морских бомб ОМАБ-25-12Д и ОМАБ-25-8Н. Погреба боезапаса и спецбоезапаса для вертолёта, посты РГБ, кладовые и мастерская размещались в смежных с ангаром помещениях.

### Системы, обеспечивающие ракетно-артиллерийское оружие
В состав систем, обеспечивающих ракетно-артиллерийское оружие, входили: системы групповой стабилизации (гироазимуты) «Надир-1134А/Б» (четыре комплекта); системы целеуказания (см. раздел «Автоматизированные системы управления»), система «Салют-А», обеспечивающая автоматическое решение задач для безопасного использования оружия корабля при его совместном применении.

### Системы пассивного радиопротиводействия
Система пассивного радиопротиводействия была представлена комплексом ПК-2, быстроходным акустическим охранителем корабля БОКА-ДУ (один комплект) и размагничивающим устройством УРТ-860 или УРТ-860М (380 В, 64 кВт, 128 А).
Комплекс ПК-2 включал: реактивные двуствольные установки для постановки пассивных помех ЗИФ-121 калибра 140-мм — два комплекта; систему приборов управления стрельбой «Терция» — один комплект; 150 снарядов ТСП-41, 50 ТСТ-41. Целеуказание установкам обеспечивалось при помощи одного комплекта системы «Аллея-Б» и комплекса МПЦ-301.
Быстроходный противоминный акустический охранитель БОКА-ДУ имел систему управления ПДУ-1-1 и мог использоваться при волнении моря не более 4 баллов, при скорости буксировки от 10 до 30 узлов.

### Десантовместимость
Большие корабли проекта 1134-А могли принять на борт усиленный батальон до 400 человек со штатным вооружением. Книгой корабельных расписаний предусматривался корабельный десантный взвод (23 человека).

### Радиотехническое вооружение

#### Радиолокационные станции обнаружения воздушных и надводных целей
На корабле была установлена трёхкоординатная радиолокационная станция дальнего обнаружения МР-600 «Восход» с дальностью обнаружения воздушных целей 500 км (низколетящих — 50 км), морских целей — 50 км. Гражданские «Боинги» — обнаруживались на высоте 10 000 м на дальности до 585 км. Благодаря использованию низкочастотных диапазонов станция обладала высокой защищённостью от активных и пассивных помех и обеспечивала сложность радиоэлектронного подавления практически от всех имеемых на тот момент в мире средств, кроме средств РЭП американских самолётов «Grumman EA-6 Prowler». Время непрерывной работы станции — 6—12 часов. Дублирующей станцией для РЛС «Восход» была РЛС общего обнаружения МР-310А «Ангара-А». Станция была сопряжена с системой обработки информации с использованием ЭВМ и обеспечивала обнаружение воздушных целей на дальностях до 200 км, морских целей — на дальностях до 40 км, а также автоматическое сопровождение до 15 целей одновременно.
По первоначальному проекту на корабли устанавливались две навигационные станции «Волга» 3-см диапазона, которые могли обнаруживать надводные цели на дальности до 30 км, а воздушные на дальности до 50 км. В ходе службы на корабли была установлена ещё одна навигационная РЛС «Дон», также 3-см диапазона, с дальностью обнаружения надводных целей до 25 км, воздушных целей — до 50 км, антенный пост станции размещался спереди на фок-мачте, под антенным постом РЛС «Восход». Все три РЛС работали также в системе авиационно-технических средств корабля.

#### Станции обнаружения подводных объектов
Основной гидроакустической станцией (ГАС) на кораблях проекта служила подкильная станция освещения подводной обстановки МГ-332 «Титан-2» (установлена только на С-721, на остальных кораблях устанавливалась модификация с улучшенными характеристиками МГ-332Т «Титан-2Т»), монтируемая в носовом «бульбообразном» обтекателе. ГАС работала в режиме эхо- и шумопеленгования и предназначалась для обнаружения и определения координат подводных лодок, а также выдачи данных в посты управления противолодочным оружием. Реальная дальность обнаружения станцией подводных лодок находилась в пределах 2—10 км, хотя в прессе публиковались и данные о дальности обнаружения в пределах 20—32 км. ГАС работала на частоте 8 и 9 кГц в круговом или секторном режимах.
В качестве ГАС подводной связи и опознавания на корабли устанавливалась станция МГ-26 «Хоста». В составе гидроакустического вооружения изначально также устанавливались: контактная станция обнаружения подводных лодок по тепловому контрасту кильватерного следа — МИ-110К — и инфракрасная станция обнаружения подводных лодок по радиационному контрасту кильватерного следа МИ-110Р. Так как удовлетворительное функционирование этих технически несовершенных станций было возможно лишь при благоприятных гидрологических условиях, в середине 1980-х годов в периоды ремонтов эти станции с кораблей демонтировались.
На все корабли серии устанавливались по две ГАС обнаружения подводных диверсантов в якорном режиме МГ-7. Антенны носового и кормового комплектов станций МГ-7 хранились на верхней палубе, а на стоянке опускались с помощью кабель-троса в воду, одновременно открывалась вахта наблюдения за подводной обстановкой для борьбы с подводными диверсантами. Также в противодиверсионных целях на кораблях проекта, прошедших средний ремонт, устанавливалась опускаемая ГАС специального назначения МГ-329 — корабельный вариант вертолётной «Оки». Станция использовалась только на стопе на неохраняемых стоянках и занималась прослушиванием акватории в режиме шумопеленгования.
На БПК «Адмирал Макаров» и «Василий Чапаев» были размещены комплекты опытной аппаратуры «Колос-К75» с тремя датчиками: воздушным (на форштевне, на высоте 4—6 м), подкильным и буксируемым (глубина погружения 30—60 м). Аппаратура «Колос-К75» была способна обнаружить радиоактивный след АПЛ из проб морской воды и выполнить их радиохимический анализ. Корабли проекта также оборудовались приёмоиндикаторной аппаратурой связи с радиолокационными гидроакустическими буями МГ-409К. В состав средств обнаружения входил также один комплект телевизионной аппаратуры отражения ближней надводной обстановки МТ-45Н.

#### Автоматизированные системы управления
Большие противолодочные корабли проекта 1134-А укомплектовывались автоматизированными системами управления (АСУ), которые постоянно совершенствовались, модернизировались и дополнялись в течение всей службы кораблей. В составе АСУ имелась корабельная электронная система автосъёма и обработки радиолокационной информации МРО-310А. На первых кораблях серии устанавливалась механическая вычислительная система МВУ-200 «Море-У» для взаимного обмена информацией между кораблями тактической группы, позже, начиная с БПК «Маршал Ворошилов», стала устанавливаться корабельная автоматизированная система управления тактической группой кораблей (до 9 вымпелов) МВУ-203 — система обмена информацией и трансляции целеуказания «Аллея-1». Решением задач кораблевождения занималась система МВУ-2А.
Задачи боевой информационно-управляющей системы (БИУС) решала корабельная автоматическая система сбора, анализа и обработки данных, решения задач по определению элементов движения цели, управлению, выдаче целеуказания МВУ-202 «Корень-1134А». Большим недостатком этой системы был ручной ввод обстановки: БИУС была цифровой, а все корабельные радиоэлектронные системы — аналоговые, что создавало большие проблемы со временем при взаимном обмене информацией, и обычно при плавании в составе тактической группы МВУ-202 фактически не работала.

#### Средства радиоразведки и опознавания
Все корабли проекта 1134-А были вооружены системами поиска и пеленгования МРП-15-16 «Залив», МРП-11-12 и МРП-13-14 (по два комплекта), способными обнаруживать и пеленговать работающие радиолокационные станции противника, определяя также параметры их работы. На кораблях устанавливались также радиолокационные станции государственного опознавания: четыре «Никель-КМ» и две «Нихром-КМ».

#### Средства радиоэлектронной борьбы
Средства активной радиоэлектронной борьбы (РЭБ), установленные на корабле, были предназначены для создания ответных, прицельных по частоте, маскирующих, имитационных и уводящих помех корабельным, береговым и самолётным РЛС обнаружения, управления оружием, а также радиолокационным головкам самонаведения крылатых ракет с быстрой перестройкой частоты. Средства РЭБ были представлены станциями ответных помех МРП-150 «Гурзуф-А» и МРП-152 «Гурзуф-Б». Станции имели функции ВЧШ (высокочастотная шумовая), МОД (многократноответная по дальности), УД (уводящая по дальности), НЧШ (низкочастотная шумовая, уводящая по углу) и комбинированные (МОД+УД и МОД+НЧШ). Кроме станций МРП-150 и МРП-152, на кораблях устанавливались одна станция радиопомех Р-740К и одна станция аналогичного назначения Р-743КВ.

### Штурманское вооружение
В состав штурманского вооружения кораблей проекта 1134-А входили: два комплекта двухгирокомпасной системы «Курс-5», один магнитный компас УКП-М3, два комплекта лага МГЛ-50М, один автопрокладчик АП-4-1134А (с четырьмя столами), один эхолот НЭЛ-5 (начиная с БПК «Маршал Тимошенко» — НЭЛ-10), один радиопеленгатор АРП-50Р (впоследствии заменён на всех кораблях, кроме «Маршала Тимошенко», на ДРВП «Румб»), один корабельный индикатор КИ-55, один корабельный приёмо-индикатор импульсный КПИ-4 (в 1979 году заменён на всех кораблях, служивших на Северном флоте, на КПФ-3К). В течение 1980 года на всех кораблях к приёмо-индикаторам КПФ-3К и КПИ-5Ф была установлена приставка ПКГ-2 (преобразователь координат географических). В состав штурманского вооружения входил корабельный измеритель ветра КИВ. Ночное совместное плавание кораблей была призвана обеспечивать инфракрасная аппаратура «Огонь-50-1».
На всех кораблях, кроме С-721, С-723 и С-725, размещалась аппаратура спутниковых морских систем АДК-2М или АДК-3 системы спутниковой навигации «Шлюз». В 1980—1981 годах на всех кораблях серии были установлены ПИ «Галс» для работы с системой «Брас». Решением задач тактического маневрирования, автоматического кораблевождения и выработки элементов движения цели занималась система МВУ-2А, с 1979 года система либо модернизировалась (БПК «Адмирал Юмашев»), либо демонтировалась, либо на некоторых кораблях оставлялась.

## История службы
Повседневная боевая работа кораблей проекта 1134-А отличалась повышенной интенсивностью использования. Корабли отрабатывали задачи боевой службы и обеспечивали боевую подготовку всего флота, выводили РПКСН в районы боевого дежурства, нередко участвовали в учениях под флагами министра обороны СССР или главнокомандующего Военно-Морским Флотом СССР, принимали участие в опытовых учениях, инспектированиях и проверках сил и средств боевого дежурства, торпедных и ракетных стрельбах подводных лодок и надводных кораблей, закрытиях районов, самих боевых дежурствах — ПВО, РЛД, ППДО, КОП и т. п.
Именно корабли семейства «беркутов», в том числе и проекта 1134-А, значительно расширили сферу действий ВМФ СССР в удалённых районах Мирового океана, обеспечивая советское военно-морское присутствие в Средиземном море, в Северной и Южной Атлантике, в Карибском море, Мексиканском заливе, в Индийском океане и у западного побережья США. Экипажам «Беркутов-А» приходилось оказывать поддержку дружественным СССР правительствам стран Африки и Азии. Корабли проекта постоянно присутствовали в «горячих» точках, оказывая военно-политическую поддержку дружественным странам в периоды военных конфликтов: кораблям Северного флота приходилось нести службу у берегов Ливии, Анголы и Гвинеи, тихоокеанским корабли — у берегов Индии, Вьетнама и Эфиопии.
В 1991—1992 годах все корабли проекта были исключены из состава Военно-Морского Флота СССР.

## Оценка проекта
Анализ основных тактико-технических элементов больших противолодочных кораблей проекта 1134-А не даёт оснований утверждать, что корабли этого проекта стали шагом вперёд в отечественном кораблестроении. По мнению ряда авторитетных специалистов, корабли проекта 1134-А являлись, по сути, эволюционно не качественным, а количественным развитием ракетных крейсеров проекта 58 и больших противолодочных кораблей проекта 61. При этом, по мнению А. Б. Аверина, «нельзя назвать эти корабли „шагом назад“ или „топтанием на месте“», так как в составе КПУГ они показали неплохую боевую эффективность, а обеспечение на них постоянного базирования корабельного вертолёта подняло проект на новый уровень по сравнению с его предшественниками.
В первую очередь, бесспорным шагом назад было вооружение кораблей 57-мм артиллерией (артиллерийские установки АК-725), оказавшейся заведомо слабым и малоэффективным оружием, даже для самообороны корабля, и, кроме этого, очень капризным в эксплуатации и требовавшим постоянного контроля. Выбор калибра артиллерии был предопределён предыдущими волюнтаристскими решениями политического руководства страны (второй половины 1950-х — первой половины 1960 годов), которое определило артиллерию «умирающим» видом вооружений и прекратило все разработки корабельных артиллерийских систем среднего и крупного калибра. Огневая мощь «Беркутов-А» была заметно повышена с установкой на них (но не на всех кораблях) малокалиберных скорострельных артиллерийских установок АК-630 с системой управления «Вымпел». АУ АК-630 обладали большой огневой производительностью, но из-за менее совершенной РЛС и неудачного её расположения проигрывали американской АУ «Фаланкс», а кроме того, имели в четыре раза более низкую вероятность инициирования боевой части ракеты «Гарпун» при попадании осколочно-фугасного снаряда на дистанции 1,5 км, чем у натовской АУ «Голкипер».
По сравнению со своими прототипом — проектом 1134 — «Беркуты-А» имели более совершенный комплекс коллективной обороны УЗРК «Шторм», система управления которого могла обеспечивать стрельбы противолодочным комплексом — УРПК-3 «Метель», а впоследствии и УРК «Раструб». Использование главного противолодочного комплекса УРПК-3 «Метель», а затем и УРК «Раструб» на полную дальность стрельбы было возможно только при наличии выносного воздушного или морского поста целеуказания, так как собственные корабельные средства (ГАС «Титан-2») эту задачу выполнить не могли. Актуальность данной проблемы отчасти удалось снизить за счёт создания комплекса «корабль-вертолёт» — за пределом обнаружения целей корабельными ГАС поиском целей для противолодочного комплекса корабля занимался противолодочный вертолёт Ка-25. Недостатком противолодочного вооружения было и то, что приводнение запущенной противолодочной торпеды легко обнаруживалось подводной лодкой, что позволяло ей выпустить акустические имитаторы, уводящие торпеду от цели, или самой выполнить манёвр уклонения. Реактивно-бомбомётные установки РБУ-1000, хотя и были очень мощными, но слабо оправдывали своё боевое предназначение и поэтому были излишними. Критиковалось специалистами и торпедное вооружение корабля: поскольку стрельбы торпедами всегда производились парами, пятитрубные торпедные аппараты вполне обоснованно можно было заменить на четырёх- или двухтрубные. На следующем поколении советских больших противолодочных кораблей торпедные аппараты стали четырёхтрубными, а РБУ-1000 не устанавливались.
Главная энергетическая установка (ГЭУ) «Беркутов-А» имела значительное число конструктивных и эксплуатационных недостатков, таких как течи трубок конвективных пучков и провисание секций экономайзеров, малый ресурс приводных дизелей генераторов и компрессоров, отсутствие технологических вырезов для их замены, охлаждение забортной водой подшипников линии валов, отсутствие ионообменных фильтров в системе водоподготовки и другие. Главным недостатком ГЭУ была низкая автоматизация процесса её управления. Пост энергетики и живучести мог только констатировать факты управления и дистанционно запускать электропожарные насосы, вся остальная работа ГЭУ управлялась на местах, что создавало очень большую нагрузку на личный состав БЧ-5: при её численности в 107—110 человек следовало обеспечить трёхсменную вахту у действующих механизмов и повседневную деятельность корабля, в некоторых ситуациях (например, в периоды демобилизации) членов экипажа, допущенных к несению вахты, не хватало и на две смены. Электроэнергетическая установка кораблей имела низкую надёжность и живучесть. В целом, при соблюдении требований наставлений и эксплуатационных инструкций, а также своевременном проведении положенных освидетельствований и ремонтов, ГЭУ показывала достаточно хорошие результаты.
В зарубежной литературе корабли проекта причисляли к классу лёгких крейсеров с управляемым ракетным оружием (CLG, до 1975 года), а после 1975 года — к классу ракетных крейсеров (CG).
| Сравнительные ТТХ крейсеров с управляемым ракетным оружием постройки середины 1960-х — 1970-х годов |                                      |                                      |                                                          |                                                      |                                       |                                                |                                                |
| Характеристики                                                                                      | «Белкнап»                            | «Тракстан»                           | «Калифорния»                                             | «Вирджиния»                                          | «Витторио Венето»                     | «Каунти»                                       | «Бристоль»                                     |
| Число кораблей в серии                                                                              | 9                                    | 1                                    | 2                                                        | 4                                                    | 1                                     | 8                                              | 1                                              |
| Водоизмещение, стандартное/полное, т                                                                | 6570/7 890 или 7930                  | 8200/8 927 или 9200                  | - /10 150                                                | - /11 000                                            | 7500 или 8000/8 850                   | 5200/6200 или 6 800                            | 5650/6750 или 7700                             |
| Главные размерения, м (наибольшие)                                                                  | 166,7×16,7×8,7                       | 171,9×17,7×9,4                       | 181,7×18,6×6,3                                           | 178,3×19,2×6,4                                       | 179,6×19,4×5,2                        | 158,7×16,5×6,1                                 | 154,5×16,8×6,9                                 |
| Энергетическая установка                                                                            | Паротурбинная, 85 000 л. с.          | Ядерная, 60 000 л. с.                | Ядерная, 60 000 л. с.                                    | Ядерная, 60 000 л. с.                                | Паротурбинная, 73 000 л. с.           | Паро/газотурбинная, 30 000 +30 000 л. с.       | Паро/газотурбинная, 30 000 +44 000 л. с.       |
| Максимальная скорость, узлов                                                                        | 34                                   | 30                                   | 30                                                       | 30                                                   | 32                                    | 30                                             | 30-32                                          |
| Дальность плавания (в морских милях) на скорости, узлов                                             | 8000/20                              | 400 000/20                           | Практически не ограничена                                | Практически не ограничена                            | 6000/20                               | 3500/28                                        | 5000/18                                        |
| Ракетное вооружение, количество пусковых установок × количество направляющих (число ракет)          | ЗРК Terrier/ПЛРК ASROC — 1x2 (40/20) | ЗРК Terrier/ПЛРК ASROC — 1x2 (40/20) | ЗРК Tartar — 1x2 (40 Standart MR), ПЛРК ASROC — 1х8 (24) | ЗРК Tartar/ПЛРК ASROC — 2x2 (66 Standart MR и ASROC) | ЗРК Terrier/ ПЛРК ASROC — 1x2 (40/20) | ЗРК Sea slug — 1x2 (30), ЗРК Seacat — 2х4 (32) | ЗРК Sea Dart — 1x2 (40), ПЛРК Ikara — 1х1 (32) |
| Артиллерийское вооружение                                                                           | 1х1 — 127-мм/54, 2х1 — 76-мм/50      | 1х1 — 127-мм/54, 2х1 — 76-мм/50      | 2х1 — 127-мм/54                                          | 2х1 — 127-мм/54                                      | 8х1 — 76-мм/62                        | 2х2 — 114-мм/45, 2 х1 — 20-мм                  | 1х1 — 114-мм/55                                |
| Торпедное вооружение                                                                                | 2х2 — 533-мм ТА, 2х3 — 324-мм ТА     | 2х2 — 533-мм ТА, 2х3 — 324-мм ТА     | 2х3 — 324-мм ТА                                          | 2х3 — 324-мм ТА                                      | 2х3 — 324-мм ТА                       | Нет                                            | Нет, имеется бомбомёт Limbo                    |
| Авиационное вооружение                                                                              | Нет                                  | Нет                                  | Только ВПП                                               | 1 вертолёт                                           | 6-9 вертолётов                        | 1 вертолёт                                     | Нет                                            |
| Экипаж                                                                                              | 388 — 395                            | 479 — 490                            | 533 — 550                                                | 519                                                  | 550                                   | 440 — 471                                      | 407 — 433                                      |

### Комментарии
1. ↑  Такое прозвище корабли получили из-за того, что буква «А» в индексе проекта традиционно расшифровывается как «аз» — по названию первой буквы русского дореволюционного алфавита.
2. ↑  Кроме БПК «Адмирал Исаченков», на котором был установлен опытный образец аппаратуры «Пирс-1» — совмещённой аппаратуры приёма сигналов РСДН и «Декка», полученный с эскадренного миноносца «Скромный» проекта 56.